# Bebaeus punctipes
Bebaeus punctipes (лат.) — вид клопов, единственный в составе рода Bebaeus Dallas, 1851 из семейства древесных щитников. Эндемики Южной Америки (Колумбия, Парагвай и Боливия, а также Аргентина, Венесуэла, Эквадор).

## Описание
Длина тела менее 1 см. От близких родов отличается следующими признаками: плечевые углы переднеспинки образованы в плоские отростки; пронотум не бороздчатый медиально. Параклипеи вогнуты медиолатерально, на уровне или слегка выступают за передний конец антеклипеуса; 1-й усиковый сегмент немного выступает за передний конец головы; рострум доходит до задних концов средних тазиков, дистальный конец 1-го рострального сегмента находится на уровне примерно передней границы глаза.  Лапки состоят из двух сегментов. Щитик треугольный и достигает середины брюшка, голени без шипов.